# گمینا تسلستنوو
گمینا تسلستنوو (به لهستانی:  Gmina Celestynów) یک گمینا در لهستان است که در شهرستان اوتووتسک واقع شده‌است. گمینا تسلستنوو ۸۸٫۹۲ کیلومتر مربع مساحت و ۱۱٬۰۳۲ نفر جمعیت دارد.